# Manchester United Football Club 2013-2014
Questa pagina raccoglie i dati riguardanti il Manchester United Football Club nelle competizioni ufficiali della stagione 2013-2014.

## Stagione
Dopo 27 anni, Sir Alex Ferguson lascia la panchina dello United, venendo sostituito da David Moyes, che vince subito la Community Shield quando, l'11 agosto 2013, i suoi superano il Wigan Athletic per 2-0 grazie a una doppietta di Robin van Persie.
I Red Devils iniziano il campionato con il 4-1 inflitto allo Swansea City Football Club, ma i risultati successivi sono altalenanti, ottenendo due vittorie, due pareggi e tre sconfitte (di cui una interna con il Liverpool nel Derby d'Inghilterra) in sette gare. Seguono tre vittorie, di cui una con l'Arsenal capolista, ma poi arrivano due pareggi e due sconfitte, entrambe interne.
In Champions League, i ragazzi di Moyes vengono sorteggiati nel Gruppo A con Bayer Leverkusen, Real Sociedad e Šachtar Donec'k. I mancuniani ottengono due vittorie contro il Leverkusen (4-2 in casa e 5-0 in Germania), un pareggio e una vittoria con lo Šachtar (1-1, in Ucraina e 1-0 a Old Trafford) e una vittoria e un pari con la Real Sociedad (1-0 in Inghilterra e 0-0 in Spagna). Già dopo cinque turni, la squadra è qualificata agli ottavi.
In League Cup, lo United elimina il Liverpool (1-0) nel terzo turno, e il Norwich City (4-0) negli ottavi. Nei quarti affronta lo Stoke City.

## Maglie e sponsor
Lo sponsor ufficiale è "AON Corporation", mentre viene confermato Nike come sponsor tecnico.
| Casa | Trasferta | Terza divisa |

## Organigramma societario
Aggiornato al 16 luglio 2013
Area direttiva
- Proprietario: Malcolm Glazer
- Presidente onorario: Martin Edwards
- Direttori: David Gill, Michael Edelson, Sir Bobby Charlton, Sir Alex Ferguson
- Segretario del club: John Alexander
- Ambasciatore globale: Bryan Robson

Area direttiva Manchester UTD Limited
- Co-presidenti: Joel Glazer e Avram Glazer
- Vicepresidente esecutivo: Ed Woodward
- Direttore operativo: Michael Bolingbroke
- Direttore commerciale: Richard Arnold
- Direttori non-esecutivi: Bryan Glazer, Kevin Glazer, Edward Glazer e Darcie Glazer

Area tecnica
- Manager: David Moyes[1] (fino al 22 aprile 2014),[2] dal 22 aprile 2014 Ryan Giggs in qualità di tecnico-giocatore.[3]
- Assistente manager: Steve Round[4]
- Allenatori prima squadra: Jimmy Lumsden,[4] Phil Neville[5]
- Giocatore-allenatore: Ryan Giggs[6] (fino al 22 aprile 2014)
- Preparatore portieri: Chris Woods[4]
- Fitness coach: Tony Strudwick
- Team Manager squadra delle riserve: Warren Joyce

## Rosa
Rosa, numerazione e ruoli, tratti dal sito ufficiale, sono aggiornati al 7 maggio 2014.
| N. |                             | Ruolo | Calciatore        |
| -- | --------------------------- | ----- | ----------------- |
| 1  | Spagna (bandiera)           | P     | David de Gea      |
| 2  | Brasile (bandiera)          | D     | Rafael            |
| 3  | Francia (bandiera)          | D     | Patrice Evra      |
| 4  | Inghilterra (bandiera)      | D     | Phil Jones        |
| 5  | Inghilterra (bandiera)      | D     | Rio Ferdinand     |
| 6  | Irlanda del Nord (bandiera) | D     | Jonny Evans       |
| 8  | Brasile (bandiera)          | C     | Anderson          |
| 8  | Spagna (bandiera)           | C     | Juan Mata         |
| 10 | Inghilterra (bandiera)      | A     | Wayne Rooney      |
| 11 | Galles (bandiera)           | C     | Ryan Giggs        |
| 12 | Inghilterra (bandiera)      | D     | Chris Smalling    |
| 13 | Danimarca (bandiera)        | P     | Anders Lindegaard |
| 14 | Messico (bandiera)          | A     | Javier Hernández  |
| 15 | Serbia (bandiera)           | D     | Nemanja Vidić     |
| 16 | Inghilterra (bandiera)      | C     | Michael Carrick   |
| 17 | Portogallo (bandiera)       | C     | Nani              |
| 18 | Inghilterra (bandiera)      | C     | Ashley Young      |
| 19 | Inghilterra (bandiera)      | C     | Danny Welbeck     |
| 20 | Paesi Bassi (bandiera)      | A     | Robin van Persie  |
| 21 | Cile (bandiera)             | A     | Ángelo Henríquez  |
| 22 | Brasile (bandiera)          | D     | Fábio             |

| N. |                        | Ruolo | Calciatore        |
| -- | ---------------------- | ----- | ----------------- |
| 23 | Inghilterra (bandiera) | C     | Tom Cleverley     |
| 24 | Scozia (bandiera)      | C     | Darren Fletcher   |
| 25 | Ecuador (bandiera)     | C     | Antonio Valencia  |
| 26 | Giappone (bandiera)    | C     | Shinji Kagawa     |
| 27 | Italia (bandiera)      | A     | Federico Macheda  |
| 28 | Paesi Bassi (bandiera) | D     | Alexander Büttner |
| 29 | Inghilterra (bandiera) | A     | Wilfried Zaha     |
| 30 | Uruguay (bandiera)     | D     | Guillermo Varela  |
| 31 | Inghilterra (bandiera) | D     | Scott Wootton     |
| 31 | Belgio (bandiera)      | C     | Marouane Fellaini |
| 32 | Inghilterra (bandiera) | C     | Nick Powell       |
| 33 | Portogallo (bandiera)  | A     | Bebé              |
| 34 | Inghilterra (bandiera) | C     | Larnell Cole      |
| 34 | Galles (bandiera)      | A     | Tom Lawrence      |
| 35 | Inghilterra (bandiera) | C     | Jesse Lingard     |
| 38 | Inghilterra (bandiera) | D     | Michael Keane     |
| 40 | Inghilterra (bandiera) | P     | Ben Amos          |
| 44 | Kosovo (bandiera)      | A     | Adnan Januzaj     |
| 47 | Inghilterra (bandiera) | A     | James Wilson      |
| 50 | Inghilterra (bandiera) | P     | Sam Johnstone     |

## Calciomercato

### Sessione estiva(dall'1/7 al 2/9)
| Acquisti | Acquisti          | Acquisti         | Acquisti                |  |
| R.       | Nome              | da               | Modalità                |  |
| -------- | ----------------- | ---------------- | ----------------------- |  |
| D        | Guillermo Varela  | Peñarol          | definitivo (1,75 mln €) |  |
| A        | Bebé              | Rio Ave          | fine prestito           |  |
| D        | Fábio             | QPR              | fine prestito           |  |
| A        | Federico Macheda  | Stoccarda        | fine prestito           |  |
| D        | Michael Keane     | Leicester City   | fine prestito           |  |
| A        | Ángelo Henríquez  | Wigan            | fine prestito           |  |
| C        | Davide Petrucci   | Peterborough Utd | fine prestito           |  |
| D        | Scott Wootton     | Peterborough Utd | fine prestito           |  |
| A        | Wilfried Zaha     | Crystal Palace   | fine prestito           |  |
| D        | Reece Brown       | Ipswich Town     | fine prestito           |  |
| P        | Sam Johnstone     | Walsall          | fine prestito           |  |
| D        | Sean McGinty      | Tranmere         | fine prestito           |  |
| C        | Marouane Fellaini | Everton          | definitivo (32,4 mln €) |  |
| D        | Saidy Janko       | Zurigo           | definitivo (0,83 mln €) |  |

| Cessioni | Cessioni          | Cessioni       | Cessioni                  |
| R.       | Nome              | a              | Modalità                  |
| -------- | ----------------- | -------------- | ------------------------- |
| C        | Paul Scholes      |                | fine carriera             |
| A        | John Cofie        |                | svincolato                |
| D        | Reece Brown       |                | svincolato                |
| D        | Luke McCullough   |                | svincolato                |
| D        | Sean McGinty      |                | svincolato                |
| D        | Reece James       | Carlisle Utd   | prestito (fino al 24/9)   |
| C        | Mats Møller Dæhli | Molde          | definitivo                |
| C        | Ryan Tunnicliffe  | Ipswich Town   | prestito (fino a gennaio) |
| P        | Sam Johnstone     | Yeovil Town    | prestito (fino al 17/11)  |
| D        | Scott Wootton     | Leeds Utd      | definitivo                |
| A        | Ángelo Henríquez  | Real Saragozza | prestito                  |
| C        | Nick Powell       | Wigan          | prestito                  |
| A        | Bebé              | Paços Ferreira | prestito                  |
| C        | Davide Petrucci   | Anversa        | prestito                  |
| D        | Marnick Vermijl   | N.E.C.         | prestito                  |

### Trasferimenti tra le due sessioni
| Acquisti | Acquisti         | Acquisti        | Acquisti                        |
| R.       | Nome             | da              | Modalità                        |
| -------- | ---------------- | --------------- | ------------------------------- |
| D        | Reece James      | Carlisle Utd    | fine prestito anticipata        |
| A        | Federico Macheda | Doncaster       | fine prestito anticipata (8/10) |
| C        | Jesse Lingard    | Birmingham City | fine prestito                   |
| D        | Tyler Blackett   | Blackpool       | fine prestito                   |
| A        | Federico Macheda | Doncaster       | fine prestito                   |
| C        | Davide Petrucci  | Anversa         | fine prestito                   |

| Cessioni | Cessioni         | Cessioni        | Cessioni                            |
| R.       | Nome             | a               | Modalità                            |
| -------- | ---------------- | --------------- | ----------------------------------- |
| A        | Federico Macheda | Doncaster       | prestito (dal 16/9 all'8/10)        |
| C        | Jesse Lingard    | Birmingham City | prestito (dal 19/9 all'1/1)         |
| D        | Tyler Blackett   | Blackpool       | prestito (dall'1/11 all'1/1)        |
| P        | Ben Amos         | Carlisle Utd    | prestito (dal 15/11 all'1/1)        |
| A        | Federico Macheda | Doncaster       | prestito (dal 21/11 al 31/12)       |
| D        | Michael Keane    | Derby County    | prestito (dal 28/11 fino al 30/1)   |
| A        | Tom Lawrence     | Carlisle Utd    | prestito (dal 28/11 fino a gennaio) |
| A        | William Keane    | Wigan           | prestito (dal 28/11 all'1/1)        |

### Sessione invernale(dal 3/1 al 31/1)
| Acquisti | Acquisti         | Acquisti        | Acquisti              |
| R.       | Nome             | da              | Modalità              |
| -------- | ---------------- | --------------- | --------------------- |
| A        | William Keane    | Wigan           | fine prestito         |
| P        | Ben Amos         | Carlisle Utd    | fine prestito         |
| D        | Tyler Blackett   | Blackpool       | fine prestito         |
| C        | Jesse Lingard    | Birmingham City | fine prestito         |
| A        | Tom Lawrence     | Carlisle Utd    | fine prestito         |
| D        | Michael Keane    | Derby County    | fine prestito         |
| C        | Ryan Tunnicliffe | Ipswich Town    | fine prestito         |
| C        | Juan Mata        | Chelsea         | definitivo (45 mln €) |

| Cessioni | Cessioni          | Cessioni        | Cessioni                |
| R.       | Nome              | a               | Modalità                |
| -------- | ----------------- | --------------- | ----------------------- |
| C        | Anderson          | Fiorentina      | prestito                |
| A        | Jack Barmby       | Hartlepool Utd  | prestito                |
| D        | Fábio             | Cardiff City    | definitivo              |
| A        | Wilfried Zaha     | Cardiff City    | prestito                |
| A        | Federico Macheda  | Birmingham City | prestito                |
| D        | Tom Thorpe        | Birmingham City | prestito (fino al 3/3)  |
| D        | Tyler Blackett    | Birmingham City | prestito                |
| A        | Tom Lawrence      | Yeovil Town     | prestito (fino al 30/4) |
| C        | Charni Ekangamene | Carlisle Utd    | prestito                |
| A        | Sam Byrne         | Carlisle Utd    | prestito                |
| A        | William Keane     | QPR             | prestito                |
| P        | Sam Johnstone     | Doncaster       | prestito                |
| C        | Ryan Tunnicliffe  | Fulham          | definitivo              |
| C        | Larnell Cole      | Fulham          | definitivo              |

### Trasferimenti dopo la sessione invernale
| Acquisti | Acquisti     | Acquisti        | Acquisti             |
| R.       | Nome         | da              | Modalità             |
| -------- | ------------ | --------------- | -------------------- |
| D        | Tom Thorpe   | Birmingham City | risoluzione prestito |
| A        | Tom Lawrence | Yeovil Town     | risoluzione prestito |

| Cessioni | Cessioni        | Cessioni        | Cessioni                                           |
| R.       | Nome            | a               | Modalità                                           |
| -------- | --------------- | --------------- | -------------------------------------------------- |
| C        | Jesse Lingard   | Brighton        | prestito                                           |
| C        | Davide Petrucci | Charlton        | prestito                                           |
| D        | Tom Thorpe      | Birmingham City | prestito (dal 27/3 fino al termine della stagione) |
| D        | Liam Grimshaw   | Morecambe       | prestito                                           |

## Risultati

### Barclays Premier League
| Arbitro: | Phil Dowd |

|          |           |                                        |
| Bony 82’ | Marcatori | 34’, 72’ van Persie 36’, 90+2’ Welbeck |

| Manchester 26 agosto 2013, ore 21:00 CEST 2ª giornata | Manchester Utd  | 0 – 0 referto | Chelsea | Old Trafford (75.032 spett.)\| Arbitro: \| Martin Atkinson \| |
| Arbitro:                                              | Martin Atkinson |               |         |                                                               |

| Arbitro: | Andre Marriner |

|              |           |  |
| Sturridge 4’ | Marcatori |  |

| Arbitro: | Jonathan Moss |

|                                    |           |  |
| van Persie 45+1’ (rig.) Rooney 81’ | Marcatori |  |

| Arbitro: | Howard Webb |

|                                          |           |            |
| Agüero 16’, 47’ Y. Touré 45+1’ Nasri 50’ | Marcatori | 87’ Rooney |

| Arbitro: | Michael Oliver |

|            |           |                             |
| Rooney 57’ | Marcatori | 54’ Amalfitano 67’ Berahino |

| Arbitro: | Chris Foy |

|            |           |                  |
| Gardner 5’ | Marcatori | 55’, 61’ Januzaj |

| Arbitro: | Michael Jones |

|                |           |            |
| van Persie 26’ | Marcatori | 89’ Lovren |

| Arbitro: | Lee Mason |

|                                         |           |                          |
| van Persie 43’ Rooney 78’ Hernández 80’ | Marcatori | 4’ Crouch 45’ Arnautović |

| Arbitro: | Lee Probert |

|                |           |                                       |
| Kačaniklić 65’ | Marcatori | 9’ Valencia 20’ van Persie 22’ Rooney |

| Arbitro: | Michael Oliver |

|                |           |  |
| van Persie 27’ | Marcatori |  |

| Arbitro: | Neil Swarbrick |

|                                |           |                     |
| Campbell 33’ K. Bo-Kyung 90+1’ | Marcatori | 15’ Rooney 45’ Evra |

| Arbitro: | Mike Dean |

|                       |           |                        |
| Walker 18’ Sandro 54’ | Marcatori | 32’, 57’ (rig.) Rooney |

| Arbitro: | Martin Atkinson |

|  |           |            |
|  | Marcatori | 86’ Oviedo |

| Arbitro: | Andre Marriner |

|  |           |            |
|  | Marcatori | 61’ Cabaye |

| Arbitro: | Lee Mason |

|  |           |                                |
|  | Marcatori | 15’, 18’ Welbeck 52’ Cleverley |

| Arbitro: | Michael Jones |

|                                   |           |          |
| Welbeck 26’ Januzaj 36’ Young 72’ | Marcatori | 81’ Cole |

| Arbitro: | Michael Oliver |

|                       |           |                                            |
| Chester 4’ Meyler 13’ | Marcatori | 19’ Smalling 26’ Rooney 66’ (aut.) Chester |

| Arbitro: | Phil Dowd |

|  |           |             |
|  | Marcatori | 57’ Welbeck |

| Arbitro: | Howard Webb |

|             |           |                          |
| Welbeck 67’ | Marcatori | 34’ Adebayor 66’ Eriksen |

| Arbitro: | Chris Foy |

|                          |           |  |
| Valencia 47’ Welbeck 59’ | Marcatori |  |

| Arbitro: | Phil Dowd |

|                     |           |               |
| Eto'o 17’, 45’, 49’ | Marcatori | 78’ Hernández |

| Arbitro: | Craig Pawson |

|                         |           |  |
| van Persie 6’ Young 59’ | Marcatori |  |

| Arbitro: | Neil Swarbrick |

|               |           |                |
| Adam 38’, 52’ | Marcatori | 47’ van Persie |

| Arbitro: | Kevin Friend |

|                            |           |                        |
| van Persie 78’ Carrick 80’ | Marcatori | 19’ Sidwell 90+4’ Bent |

| Londra 12 febbraio 2014, ore 20:45 CET 26ª giornata | Arsenal          | 0 – 0 referto | Manchester Utd | Emirates Stadium (60.021 spett.)\| Arbitro: \| Mark Clattenburg \| |
| Arbitro:                                            | Mark Clattenburg |               |                |                                                                    |

| Arbitro: | Michael Oliver |

|  |           |                                  |
|  | Marcatori | 62’ (rig.) van Persie 68’ Rooney |

| Arbitro: | Michael Oliver |

|  |           |                            |
|  | Marcatori | 1’, 56’ Džeko 90’ Y. Touré |

| Arbitro: | Jonathan Moss |

|  |           |                                  |
|  | Marcatori | 34’ Jones 65’ Rooney 82’ Welbeck |

| Arbitro: | Mark Clattenburg |

|  |           |                                           |
|  | Marcatori | 34’ (rig.), 46’ (rig.) Gerrard 84’ Suárez |

| Arbitro: | Lee Mason |

|  |           |                |
|  | Marcatori | 8’, 33’ Rooney |

| Arbitro: | Martin Atkinson |

|                                                 |           |              |
| Rooney 20’, 45’ (rig.) Mata 57’ Hernández 90+1’ | Marcatori | 13’ Westwood |

| Arbitro: | Kevin Friend |

|  |           |                                           |
|  | Marcatori | 39’, 50’ Mata 64’ Hernández 90+3’ Januzaj |

| Arbitro: | Craig Pawson |

|                                |           |            |
| Wilson 31’, 61’ van Persie 86’ | Marcatori | 63’ Fryatt |

| Arbitro: | Mark Clattenburg |

|                                |           |  |
| Baines 28’ (rig.) Mirallas 43’ | Marcatori |  |

| Arbitro: | Lee Probert |

|                                      |           |  |
| Rooney 41’ (rig.), 48’ Mata 63’, 73’ | Marcatori |  |

| Arbitro: | Howard Webb |

|  |           |             |
|  | Marcatori | 30’ Larsson |

| Arbitro: | Mike Dean |

|             |           |          |
| Lambert 28’ | Marcatori | 54’ Mata |

### FA Cup

#### Trentaduesimi di finale
| Arbitro: | Mike Dean |

|               |           |                        |
| Hernández 16’ | Marcatori | 12’ Routledge 90’ Bony |

### Football League Cup

#### Sedicesimi di finale
| Arbitro: | Mark Clattenburg |

|               |           |  |
| Hernández 46’ | Marcatori |  |

#### Ottavi di finale
| Arbitro: | Kevin Friend |

|                                                 |           |  |
| Hernández 20’ (rig.), 53’ Jones 87’ Fábio 90+5’ | Marcatori |  |

#### Quarti di finale
| Arbitro: | Mark Clattenburg |

|  |           |                    |
|  | Marcatori | 62’ Young 78’ Evra |

#### Semifinale
| Arbitro: | Andre Marriner |

|                                      |           |           |
| Giggs 45+2’ (aut.) Borini 64’ (rig.) | Marcatori | 52’ Vidić |

| Arbitro: | Lee Mason |

|                                          |                      |                                                     |
| Evans 37’ Hernández 120’                 | Marcatori            | 119’ Bardsley                                       |
| Welbeck D. Fletcher Januzaj Jones Rafael | Tiri di rigore 1 – 2 | Gardner S. Fletcher M. Alonso Ki Sung-Yueng Johnson |

### UEFA Champions League

#### Fase a gironi
| Arbitro: | Damir Skomina |

|                                             |           |                       |
| Rooney 22’, 70’ van Persie 59’ Valencia 79’ | Marcatori | 54’ Rolfes 88’ Toprak |

| Arbitro: | Pavel Královec |

|            |           |             |
| Taison 76’ | Marcatori | 18’ Welbeck |

| Arbitro: | Bas Nijhuis |

|                       |           |  |
| I. Martínez 2’ (aut.) | Marcatori |  |

| San Sebastián 5 novembre 2013, ore 20:45 CET 4ª giornata - Gruppo A | Real Sociedad  | 0 – 0 referto | Manchester Utd | Estadio Municipal de Anoeta (30.998 spett.)\| Arbitro: \| Nicola Rizzoli \| |
| Arbitro:                                                            | Nicola Rizzoli |               |                |                                                                             |

| Arbitro: | Svein Oddvar Moen |

|  |           |                                                                |
|  | Marcatori | 22’ Valencia 30’ (aut.) Spahić 66’ Evans 77’ Smalling 88’ Nani |

| Arbitro: | Milorad Mažić |

|           |           |  |
| Jones 67’ | Marcatori |  |

#### Fase ad eliminazione diretta
| Arbitro: | Gianluca Rocchi |

|                            |           |  |
| Domínguez 38’ Campbell 55’ | Marcatori |  |

| Arbitro: | Björn Kuipers |

|                                   |           |  |
| van Persie 25’ (rig.), 45+1’, 52’ | Marcatori |  |

| Arbitro: | Carlos Velasco Carballo |

|           |           |                    |
| Vidić 58’ | Marcatori | 67’ Schweinsteiger |

| Arbitro: | Jonas Eriksson |

|                                     |           |          |
| Mandžukić 59’ Müller 68’ Robben 76’ | Marcatori | 57’ Evra |

### FA Community Shield
| Arbitro: | Mark Clattenburg |

|                    |           |  |
| van Persie 6’, 59’ | Marcatori |  |

## Statistiche
Statistiche aggiornate all'11 maggio 2014.

### Statistiche di squadra
| Competizione     | Punti | In casa | In casa | In casa | In casa | In casa | In casa | In trasferta | In trasferta | In trasferta | In trasferta | In trasferta | In trasferta | Totale | Totale | Totale | Totale | Totale | Totale | DR  |
| Competizione     | Punti | G       | V       | N       | P       | Gf      | Gs      | G            | V            | N            | P            | Gf           | Gs           | G      | V      | N      | P      | Gf     | Gs     | DR  |
| ---------------- | ----- | ------- | ------- | ------- | ------- | ------- | ------- | ------------ | ------------ | ------------ | ------------ | ------------ | ------------ | ------ | ------ | ------ | ------ | ------ | ------ | --- |
| Premier League   | 64    | 19      | 9       | 3       | 7       | 29      | 21      | 19           | 10           | 4            | 5            | 35           | 22           | 38     | 19     | 7      | 12     | 64     | 43     | +21 |
| FA Cup           | -     | 1       | 0       | 0       | 1       | 1       | 2       | 0            | 0            | 0            | 0            | 0            | 0            | 1      | 0      | 0      | 1      | 1      | 2      | -1  |
| League Cup       | -     | 3       | 3       | 0       | 0       | 7       | 1       | 2            | 1            | 0            | 1            | 3            | 2            | 5      | 4      | 0      | 1      | 10     | 3      | +7  |
| Champions League | 14    | 5       | 4       | 1       | 0       | 10      | 3       | 5            | 1            | 2            | 2            | 7            | 6            | 10     | 5      | 3      | 2      | 17     | 9      | +8  |
| Community Shield | -     | -       | -       | -       | -       | -       | -       | -            | -            | -            | -            | -            | -            | 1      | 1      | 0      | 0      | 2      | 0      | +2  |
| Totale           | -     | 28      | 16      | 4       | 8       | 47      | 27      | 26           | 12           | 6            | 8            | 45           | 30           | 55     | 29     | 10     | 16     | 94     | 57     | +37 |

### Statistiche dei giocatori
| Giocatore     | Premier League | Premier League | Premier League | Premier League | League Cup | League Cup | League Cup  | League Cup | Champions League | Champions League | Champions League | Champions League | Altro    | Altro | Altro       | Altro      | Totale   | Totale | Totale      | Totale     |
| Giocatore     | Presenze       | Reti           | Ammonizioni    | Espulsioni     | Presenze   | Reti       | Ammonizioni | Espulsioni | Presenze         | Reti             | Ammonizioni      | Espulsioni       | Presenze | Reti  | Ammonizioni | Espulsioni | Presenze | Reti   | Ammonizioni | Espulsioni |
| ------------- | -------------- | -------------- | -------------- | -------------- | ---------- | ---------- | ----------- | ---------- | ---------------- | ---------------- | ---------------- | ---------------- | -------- | ----- | ----------- | ---------- | -------- | ------ | ----------- | ---------- |
| B. Amos       | 0              | 0              | 0              | 0              | 0          | 0          | 0           | 0          | 0                | 0                | 0                | 0                | 0        | 0     | 0           | 0          | 0        | 0      | 0           | 0          |
| Anderson      | 4              | 0              | 0              | 0              | 2          | 0          | 0           | 0          | 1                | 0                | 0                | 0                | 1        | 0     | 0           | 0          | 8        | 0      | 0           | 0          |
| Bebé          | 0              | 0              | 0              | 0              | 0          | 0          | 0           | 0          | 0                | 0                | 0                | 0                | 0        | 0     | 0           | 0          | 0        | 0      | 0           | 0          |
| A. Büttner    | 8              | 0              | 2              | 0              | 3          | 0          | 0           | 0          | 3                | 0                | 1                | 0                | 1        | 0     | 0           | 0          | 15       | 0      | 3           | 0          |
| M. Carrick    | 29             | 1              | 5              | 0              | 3          | 0          | 0           | 0          | 7                | 0                | 1                | 0                | 1        | 0     | 0           | 0          | 40       | 1      | 6           | 0          |
| T. Cleverley  | 22             | 1              | 3              | 0              | 3          | 0          | 0           | 0          | 4                | 0                | 1                | 0                | 2        | 0     | 1           | 0          | 31       | 1      | 5           | 0          |
| L. Cole       | 0              | 0              | 0              | 0              | 0          | 0          | 0           | 0          | 0                | 0                | 0                | 0                | 0        | 0     | 0           | 0          | 0        | 0      | 0           | 0          |
| D. de Gea     | 37             | -43            | 1              | 0              | 4          | -3         | 0           | 0          | 10               | -9               | 0                | 0                | 1        | -0    | 0           | 0          | 52       | -55    | 1           | 0          |
| J. Evans      | 17             | 0              | 0              | 0              | 4          | 1          | 0           | 0          | 3                | 1                | 0                | 0                | 1        | 0     | 0           | 0          | 25       | 2      | 0           | 0          |
| P. Evra       | 33             | 1              | 2              | 0              | 3          | 1          | 1           | 0          | 8                | 1                | 4                | 0                | 1        | 0     | 0           | 0          | 45       | 3      | 7           | 0          |
| Fábio         | 1              | 0              | 0              | 0              | 1          | 1          | 0           | 0          | 0                | 0                | 0                | 0                | 1        | 0     | 0           | 1          | 3        | 1      | 0           | 1          |
| M. Fellaini   | 16             | 0              | 2              | 0              | 0          | 0          | 0           | 0          | 5                | 0                | 3                | 1                | 0        | 0     | 0           | 0          | 21       | 0      | 5           | 1          |
| R. Ferdinand  | 14             | 0              | 0              | 0              | 1          | 0          | 0           | 0          | 7                | 0                | 2                | 0                | 1        | 0     | 0           | 0          | 23       | 0      | 2           | 0          |
| D. Fletcher   | 12             | 0              | 0              | 0              | 3          | 0          | 0           | 0          | 2                | 0                | 0                | 0                | 1        | 0     | 0           | 0          | 18       | 0      | 0           | 0          |
| R. Giggs      | 12             | 0              | 3              | 0              | 2          | 0          | 1           | 0          | 7                | 0                | 0                | 0                | 1        | 0     | 0           | 0          | 22       | 0      | 4           | 0          |
| Á. Henríquez  | 1              | 0              | 0              | 0              | 0          | 0          | 0           | 0          | 0                | 0                | 0                | 0                | 0        | 0     | 0           | 0          | 1        | 0      | 0           | 0          |
| J. Hernández  | 24             | 4              | 2              | 0              | 5          | 4          | 0           | 0          | 5                | 0                | 0                | 0                | 1        | 1     | 0           | 0          | 35       | 9      | 2           | 0          |
| A. Januzaj    | 27             | 4              | 7              | 0              | 4          | 0          | 0           | 0          | 2                | 0                | 0                | 0                | 2        | 0     | 0           | 0          | 35       | 4      | 7           | 0          |
| P. Jones      | 26             | 1              | 5              | 0              | 4          | 1          | 2           | 0          | 8                | 1                | 0                | 0                | 1        | 0     | 0           | 0          | 39       | 3      | 7           | 0          |
| S. Johnstone  | 0              | 0              | 0              | 0              | 0          | 0          | 0           | 0          | 0                | 0                | 0                | 0                | 0        | 0     | 0           | 0          | 0        | 0      | 0           | 0          |
| S. Kagawa     | 18             | 0              | 0              | 0              | 2          | 0          | 0           | 0          | 8                | 0                | 1                | 0                | 2        | 0     | 0           | 0          | 30       | 0      | 1           | 0          |
| M. Keane      | 0              | 0              | 0              | 0              | 0          | 0          | 0           | 0          | 0                | 0                | 0                | 0                | 0        | 0     | 0           | 0          | 0        | 0      | 0           | 0          |
| T. Lawrence   | 1              | 0              | 0              | 0              | 0          | 0          | 0           | 0          | 0                | 0                | 0                | 0                | 0        | 0     | 0           | 0          | 1        | 0      | 0           | 0          |
| A. Lindegaard | 1              | -0             | 0              | 0              | 1          | -0         | 0           | 0          | 0                | -0               | 0                | 0                | 1        | -2    | 0           | 0          | 3        | -2     | 0           | 0          |
| J. Lingard    | 0              | 0              | 0              | 0              | 0          | 0          | 0           | 0          | 0                | 0                | 0                | 0                | 0        | 0     | 0           | 0          | 0        | 0      | 0           | 0          |
| F. Macheda    | 0              | 0              | 0              | 0              | 0          | 0          | 0           | 0          | 0                | 0                | 0                | 0                | 0        | 0     | 0           | 0          | 0        | 0      | 0           | 0          |
| J. Mata       | 15             | 6              | 0              | 0              | 0          | 0          | 0           | 0          | 0                | 0                | 0                | 0                | 0        | 0     | 0           | 0          | 15       | 6      | 0           | 0          |
| Nani          | 11             | 0              | 0              | 0              | 1          | 0          | 0           | 0          | 1                | 1                | 0                | 0                | 0        | 0     | 0           | 0          | 13       | 1      | 0           | 0          |
| N. Powell     | 0              | 0              | 0              | 0              | 0          | 0          | 0           | 0          | 0                | 0                | 0                | 0                | 0        | 0     | 0           | 0          | 0        | 0      | 0           | 0          |
| Rafael        | 19             | 0              | 5              | 0              | 4          | 0          | 1           | 0          | 4                | 0                | 1                | 0                | 1        | 0     | 0           | 0          | 28       | 0      | 7           | 0          |
| W. Rooney     | 29             | 17             | 8              | 0              | 3          | 0          | 0           | 0          | 9                | 2                | 0                | 0                | 0        | 0     | 0           | 0          | 41       | 19     | 8           | 0          |
| C. Smalling   | 25             | 1              | 2              | 0              | 4          | 0          | 1           | 0          | 7                | 1                | 0                | 0                | 2        | 0     | 0           | 0          | 38       | 2      | 3           | 0          |
| A. Valencia   | 29             | 2              | 8              | 1              | 3          | 0          | 0           | 0          | 10               | 2                | 1                | 0                | 2        | 0     | 0           | 0          | 44       | 4      | 9           | 1          |
| R. van Persie | 21             | 12             | 2              | 0              | 0          | 0          | 0           | 0          | 6                | 4                | 1                | 0                | 1        | 2     | 0           | 0          | 28       | 18     | 3           | 0          |
| G. Varela     | 0              | 0              | 0              | 0              | 0          | 0          | 0           | 0          | 0                | 0                | 0                | 0                | 0        | 0     | 0           | 0          | 0        | 0      | 0           | 0          |
| N. Vidić      | 25             | 0              | 7              | 2              | 2          | 1          | 0           | 0          | 6                | 1                | 2                | 0                | 1        | 0     | 0           | 0          | 34       | 2      | 9           | 2          |
| D. Welbeck    | 25             | 9              | 2              | 0              | 4          | 0          | 0           | 0          | 5                | 1                | 0                | 0                | 2        | 0     | 0           | 0          | 36       | 10     | 2           | 0          |
| J. Wilson     | 1              | 2              | 0              | 0              | 0          | 0          | 0           | 0          | 0                | 0                | 0                | 0                | 0        | 0     | 0           | 0          | 1        | 2      | 0           | 0          |
| S. Wootton    | 0              | 0              | 0              | 0              | 0          | 0          | 0           | 0          | 0                | 0                | 0                | 0                | 0        | 0     | 0           | 0          | 0        | 0      | 0           | 0          |
| A. Young      | 20             | 2              | 4              | 0              | 2          | 1          | 1           | 0          | 8                | 0                | 0                | 0                | 0        | 0     | 0           | 0          | 30       | 3      | 5           | 0          |
| W. Zaha       | 2              | 0              | 0              | 0              | 1          | 0          | 0           | 0          | 0                | 0                | 0                | 0                | 1        | 0     | 0           | 0          | 4        | 0      | 0           | 0          |